# Dryopteris bernieri
Dryopteris bernieri är en träjonväxtart som beskrevs av Tard. Dryopteris bernieri ingår i släktet Dryopteris och familjen Dryopteridaceae. Inga underarter finns listade.